# VV Young Boys
VV Young Boys was een Nederlandse amateurvoetbalclub uit Haarlem, Noord-Holland, Nederland.
De club ontstond in 2004 als gevolg van de fusie van de teloorgegane verenigingen HFC Spaarnestad (opgericht 15 januari 1921) en EHS (Eendracht Houdt Stand, opgericht 5 februari 1917 en tot 1919 Unitas geheten). De club ging spelen op het complex van Spaarnestad en begon in de vijfde klasse. Na direct vier opeenvolgende kampioenschappen behaald te hebben bereikte Young Boys de Eerste klasse en in 2010 na zes jaar de Hoofdklasse.
In oktober 2011 kwam de vereniging in opspraak toen na een inval in het clubgebouw dertien mensen werden aangehouden in verband met illegaal gokken. De kantine en bestuurskamer werden op last van de gemeente Haarlem gesloten. De leden royeerden hierna het bestuur. Bij de inval, die zich op de handel in wiet richtte, werd de oprichter van de club gearresteerd. Hij was in het verleden informant voor het IRT en heeft drie coffeeshops in Haarlem. De club zou een dekmantel zijn voor een criminele organisatie.
In maart bleek de club met een tekort van 50.000 euro te kampen. Er werd nog een plan gemaakt voor een doorstart als Nieuw HFC Haarlem 1899 als verwijzing naar de teloorgegane voormalige profclub HFC Haarlem. Op 22 maart 2012 besloot de club het faillissement aan te vragen en werden alle teams uit de competitie teruggetrokken. Van het tekort bleef nog 25.000 euro staan. Op vrijdag 23 maart werd het faillissement uitgesproken en schrapte de KNVB de club.

## Competitieresultaten

### Young Boys zaterdag 2005–2012
| 1 5B |

| 1 4E |

| 1 3C |

| 1 2A |

| 2 1A |

| 1 1A |

| 3 A |

| xx A |

| Hoofdklasse   | Eerste klasse |
| Tweede klasse | Derde klasse  |
| Vierde klasse | Vijfde klasse |

### Young Boys zondag 2010–2011
| 1 6C |

| 1 5E |

| Vijfde klasse |
| Zesde klasse  |

### EHS zondag 1997–2004
| 4 5A |

|  |

| 12 4D |

| 10 5A |

| 3 5A |

| 1 5E |

| 6 4D |

| 12 4D |

| Vierde klasse |
| Vijfde klasse |

In elke staaf van de grafiek staat van boven naar beneden vermeld: 
- Eindnotering

Dit is de positie die de club heeft bereikt in de competitie, zonder eventuele beslissings-, play-off- of nacompetitiewedstrijden die nodig zijn geweest om bijvoorbeeld de kampioen van de competitie te bepalen.
Indien een * achter het getal staat is de notering een tussenstand en kan het zijn dat de notering niet overeenkomt met de uiteindelijke eindstand van de competitie.
Staat er een - dan is het seizoen nog bezig en is er geen definitieve uitslag bekend.
Staat er xx op de positie van de notering, dan heeft de club vroegtijdig de competitie verlaten. Dit kan onder andere komen door terugtrekking van het team, faillissement van de club of door een uitgedeelde straf van de KNVB. In veel gevallen staat elders in het artikel de reden vermeld.
Staat er een ? dan is het resultaat uit het verleden onbekend, en is alleen de competitie of het niveau bekend van dat seizoen.
In de seizoenen 2019/20 en 2020/21 werd wegens de coronacrisis het amateurvoetbal afgebroken. Daardoor kennen deze staven geen eindklassering (middels -- weergegeven).
- Competitieniveau en afdelingsletter of Officiële eindstand Eredivisie
  - Competitieniveau en afdelingsletter

Hierbij geeft het getal het niveau weer, dat ook terug te vinden is in de legenda. De letter is de afdelingsaanduiding en wordt gebruikt wanneer er meer afdelingen zijn op hetzelfde niveau. De afdelingsletter is altijd een hoofdletter en wordt meestal zonder nummer gebruikt.
Voorbeeld: 2F is niveau 2e klasse competitie F.
Het competitieniveau en nummer wordt niet vermeld wanneer er slechts één competitie van dit niveau was.
  - Officiële eindstand Eredivisie (getal staat tussen haakjes vermeld)

Sinds de introductie van play-offwedstrijden voor Europees voetbal na afloop van de reguliere competitie in 2005/06, is de KNVB verplicht een eindstand van de Eredivisie door te geven aan de UEFA aan de hand van deze play-offwedstrijden.
Bij deze eindstand staan clubs die zich hebben gekwalificeerd voor Europees voetbal hoger dan clubs die zich niet wisten te kwalificeren. Indien er geen verschil was tussen de eindnotering en de officiële eindstand, staat dit getal niet vermeld.

- Onderafdeling

Hier staat afgekort de naam van de onderafdeling indien de club in dat jaar in een onderafdeling uitkwam. Tevens staat deze afkorting in de legenda en wordt gelinkt naar het artikel over deze onderafdeling. Deze afkorting wordt alleen vermeld wanneer de club in het verleden in verschillende onderafdelingen heeft gespeeld. Deze vermelding is in de staaf altijd in kleine letters. Deze onderafdelingen zijn na het seizoen 1995/96 afgeschaft. Heeft de club in slechts één onderafdeling gespeeld, dan is dit alleen terug te vinden in de legenda.
Onder de staaf staat het jaartal vermeld waarin het seizoen is afgesloten. 15 verwijst naar het seizoen 2014/15 of eventueel het seizoen 1914/15.
Wanneer een staaf leeg is, zijn deze gegevens niet bekend. Het kan ook zijn dat de club dat seizoen niet heeft meegespeeld op het hogere amateurniveau, vroegtijdig de competitie heeft verlaten of uit de competitie is gezet.

In het seizoen 1944/45 was er wegens de Tweede Wereldoorlog geen regulier competitievoetbal.

## Bekende (oud-)spelers en trainers
- Serge van den Ban
- Rodney Cairo
- Mike Derlagen
- Tarik Divarci
- Marcel Oerlemans
- Jody Lukoki
- Rinus Israël

Alliance '22 · DIO · DSK · DSS · EDO · Geel Wit '20 · Haarlem-Kennemerland · HYS · Koninklijke HFC · Olympia Haarlem · Onze Gezellen · Schoten · United/Davo

Opgeheven: DCO · De Brug · HC & FC Excelsior · HFC Haarlem · Kennemerland · TYBB · VV Young Boys ·  VV THB 